# Joan Bassegoda i Nonell
Joan Bassegoda i Nonell   (Barcelona, 9 de febrer de 1930 - Barcelona, 30 de juliol de 2012) fou un arquitecte català, fill del també arquitecte Bonaventura Bassegoda i Musté i net de Bonaventura Bassegoda i Amigó.
Especialista en restauració de monuments, fou catedràtic de l'Escola d'Arquitectura de Barcelona i director de la Reial Càtedra Gaudí, de la que posteriorment fou conservador vitalici. Va publicar nombrosos treballs, especialment sobre història de l'arquitectura catalana vuitcentista, entre els quals destaca El gran Gaudí (1989), possiblement la monografia més detallada sobre el gran arquitecte modernista Antoni Gaudí, del que fou un dels millors especialistes. Membre de diverses acadèmies, fou president de la Reial Acadèmia Catalana de Belles Arts de Sant Jordi, de Barcelona.

## Biografia
Bassegoda i Nonell va estudiar arquitectura i es va llicenciar a l'Escola Tècnica Superior d'Arquitectura de Barcelona (ETSAB) l'any 1956. Des de finals dels anys 1950 fins a principis dels 1960 fou l'arquitecte municipal d'Igualada, ciutat on va gestionar el projecte d'urbanització del barri del Poble Sec.
El 1966 fou elegit president de l'Associació d'Amics de Gaudí. El 1968 va obtenir la Càtedra d'Història de l'Arquitectura de l'ETSAB i va ser nomenat director de la Reial Càtedra Gaudí-UPC, càrrec que va ocupar fins que es va jubilar l'any 2000, quan va ser designat conservador vitalici de la càtedra. El 2010 va passar a ser-ne director honorari.
Com a responsable de la Càtedra Gaudí, Bassegoda Nonell va ser un dels màxims divulgadors de l'obra del gran arquitecte modernista i un dels més grans experts en la restauració de les seves obres.
En la seva faceta professional com arquitecte es va especialitzar en la restauració de monuments i edificis històrics, tant gaudinians –Casa Batlló, Parc Güell, Casa Calvet o la Cripta de la Colònia Güell–, com medievals –catedral de Barcelona, Santa Maria del Mar, monestir de Poblet– o d'altres èpoques –Palau de la Música Catalana, Teatre del Liceu.
Joan Bassegoda i Nonell va ser també membre i president de la Reial Acadèmia de Belles Arts de Sant Jordi, corresponent de les acadèmies de San Fernando de Madrid i Santa Isabel de Sevilla, entre d'altres, i va rebre la Medalla d'Or de les belles arts.

## Publicacions
Va escriure una trentena de llibres i prop de 1.500 articles dedicats a la història de l'arquitectura i, sobretot, a la figura i obra de Gaudí.
Publicacions destacades
- Guia de Gaudí (1970)
- La catedral de Barcelona (1973)
- Història de l'arquitectura (1976)
- La Pedrera de Gaudí (1980)
- La Casa Llotja de Mar de Barcelona: Estudi historic, critic i descriptiu de l'edifici i de les seves col·leccions d'escultura i pintura (1986)
- El gran Gaudí (1989)
- Gaudí o espai, llum i equilibri (2002).
- Prodigi d'Amor: Cicle de conferències amb motiu de la inauguració del Centenari del Reial Santuari de Sant Josep de la Muntanya, La Construcció del Santuari (2003: Barcelona). Barcelona: Congregació Mares Dessamparats i Sant Josep de la Muntanya, 2003. 26 pàg.